# Gisella Marengo
Gisella Marengo (Cuneo, Piemonte, 16 de dezembro de 1975) é uma atriz e produtora cinematográfica italiana.

## Filmografia
| Ano  | Título                       | Personagem              | Notas     |
| ---- | ---------------------------- | ----------------------- | --------- |
| 2000 | Io amo Andrea                | Paola                   |           |
| 2003 | Il cuore altrove             | Simona                  |           |
| 2005 | Mary                         | Nurse Nicu              |           |
| 2006 | A Desconhecida               | Poliziotta              |           |
| 2007 | La terza madre               | Catacomb Witch #1       |           |
| 2008 | Scusa ma ti chiamo amore     | Margherita              |           |
| 2008 | Il papà di Giovanna          | Professoressa           |           |
| 2008 | Le cose in te nascoste       | Lina                    |           |
| 2009 | Gli amici del bar Margherita | Natalia                 |           |
| 2009 | Baarìa                       | Matilde                 |           |
| 2009 | Doc West                     | Dana Mitchell           |           |
| 2009 | Doc West: La sfida           | Dana                    |           |
| 2010 | Il figlio più piccolo        | Elvirina Badkian        |           |
| 2011 | Conan, o Bárbaro             | Maliva                  |           |
| 2011 | The Son of No One            | News Reporter #2        |           |
| 2011 | Wilde Salome                 | Gisella Marengo         |           |
| 2012 | Playing for Keeps            | Mom #1                  |           |
| 2013 | Third Person                 | Natalia                 |           |
| 2016 | Criminal                     | Luggage Shop Saleswoman |           |
| 2017 | Security                     | –                       | produtora |